# Nyong-et-Mfoumou
Nyong-et-Mfoumou is een departement in Kameroen, gelegen in de regio Centre. De hoofdplaats van het departement is Akonolinga. De totale oppervlakte bedraagt 6.172 km². Met 130.321 inwoners bij de census van 2001 leidt dit tot een bevolkingsdichtheid van 21 inw/km².

## Gemeenten
Nyong-et-Mfoumou is onderverdeeld in vijf gemeenten:
- Akonolinga
- Ayos
- Endom
- Kobdombo
- Mengang